# Gunther von Merseburg
Gunther von Merseburg, auch Günther von Merseburg, (* vor 949; † 13. Juli 982 bei Crotone) aus dem Adelsgeschlecht der Ekkehardiner war von 965 bis 976 und wieder von 981 bis 982 Markgraf der Mark Meißen und der Mark Merseburg.

## Leben
Gunther, Sohn des Grafen Ekkehard von Merseburg, wurde von König Otto I. im Jahre 965 mit der Mark Merseburg belehnt. Das wird aufgrund einer Bezeichnung Gunthers als Markgraf in der Gründungsurkunde des Erzbistums Magdeburg angenommen. Die Zuordnung einer Mark Merseburg erfolgt nach einer Urkunde Ottos II., in der er der Merseburger Kirche Zwenkau und einen dazugehörenden Forst in der Grafschaft des Grafen Gunther schenkte.
Gunther kämpfte 966 in Ottos I. Auftrag in Kalabrien gegen Byzanz.
Nachdem er sich in den Jahren 974 bis 976 an den Aufständen Heinrichs des Zänkers gegen König Otto II. beteiligt hatte, wurde er 976 seiner Markgrafschaft enthoben; mit seinem Sohn Ekkehard von Meißen ging er in die Verbannung. Thietmar von Merseburg zufolge versöhnte er sich 981 mit dem Kaiser. Deshalb wird angenommen, er sei nach dem Tode Thietmars I. erneut in die Markgrafschaft Meißen eingesetzt worden.
Nach dem Tode des Markgrafen Wigger I. im Jahre 981 soll Gunther auch die Herrschaft über die Mark Zeitz erhalten haben, weil die Markgrafschaft anderenfalls vakant gewesen wäre.
Als Teilnehmer am Italienzug Ottos II. gegen die Sarazenen unter Emir Abu al-Qasim kam er am 13. Juli 982 in der Schlacht am Kap Colonna in Kalabrien ums Leben.

## Ehe und Nachkommen
Gunther hatte zwei Söhne Ekkehard von Meißen (* ca. 960; † 30. April 1002), ab 985 Markgraf von Meißen und Herzog von Thüringen und Gunzelin der seinem Bruder in der Markgrafschaft Meißen nachfolgte.